# Шейблер, Христоф
Христоф Шейблер (нем. Christoph Scheibler; 6 декабря 1589, Бад-Вильдунген, Гессен — 10 ноября 1653, Дортмунд, Северный Рейн-Вестфалия) ― немецкий философ, классический филолог, лютеранский богослов и метафизик, «протестантский Суарес».

## Биография
С 1610 года — профессор логики и метафизики в Университете Гисена. В 1625 году был назначен суперинтендантом, то есть епископом.
Находясь под сильным влиянием испанского философа Ф. Суареса, создал оказавшую большое воздействие на систему протестантской неосхоластики («Opus metaphysicum», 2 Bde., 1617). Шейблера называли «протестантским Суаресом». Он оказал влияние на Лейбница, Вольфа и др.

## Философские взгляды
Шейблер стал известен своим независимым изложением метафизики, основанной на философии аристотелизма. Его самый важный двухтомный труд Opus metaphysicum появился в 1617 году, на которую сильно повлиял философ и теолог Якоб Мартини (1570-1649). В нем он представил метафизику в противоположность виттенбергским теологам, которые понимали её как учение о чистом бытии. В отличие от них, он дополнил метафизику теологическими терминами, такими как Бог, ангел и душа. 

## Избранные труды
- GlaubensProbe/ Welches Der rechte Uhralte Christliche Catholische Glaube Und Religion sey? : Darinnen gründlich erwiesen/ Daß die Papisten/ in den Streitigen Puncten, denselben Uhralten Glauben/ welchen Christus/ seine Propheten/ Aposteln und Evangelisten gelehret/ nicht haben … ; Wie auch insonderheit/ zwey Cöllnische Scribenten, Hermannus Fley/ genandt Stangenfoll/ Rector daselbst: Und Reinerus Mercator, widerleget werden / Durch Christophorum Scheiblerum, Bey des H. Reichs Stadt Dortmund Superintendenten. Nach dessen seligen Absterben herauß gegeben/ und von einigen Liebhabern der Warheit verlegt worden, 1683

- Philosophia compendiosa : exhibens 1. logicæ, 2. metaphysicæ, 3. physicæ, 4. geometriæ, 5. astronomiæ, 6. opticæ, 7. ethicæ, 8. politicæ & 9. oeconomicæ compendium methodicum, 1671
- Metaphysica dvobvs libris universum bujus scientiæ systema comprehendens : opus, tvm omnium facultatum tùm inprimis philosophiæ & theologiæ studiosis utile & necessarium / Christophori Scheibleri, antehac in academia Giessena professoris, 1655
- Liber commentariorum topicorvm, hoc est, De locis sive argumemtis logicis : additi sunt duo indices, alter capitum, generalium titulorum, & quæstionum, in initio, alter rerum in fine, 1653
- Antehac in Academia Gissena professoris, et pædagogiarchæ, nunc tremoniæ in ecclesia superintendentis, e in gymnasio rectoris metaphysica, 1637
- Metaphysica duobus libris universum huius scientiae systema comprehendens, 1636
- Opus metaphysicum, 1617
- Introductio logicae, 1618
- Epitome logica, 1624
- Liber Sententiarum, 1624
- Liber de anima, 1627